# Monnikszanger
De monnikszanger (Setophaga citrina synoniem: Wilsonia citrina) is een zangvogel uit de familie Parulidae (Amerikaanse zangers).

## Kenmerken
Het verenkleed heeft gele onderdelen met geelbruine bovendelen. De kop is zwart met een geel masker. Beide geslachten tonen tijdens de vlucht hun witte staartvlekken. De lichaamslengte bedraagt 14 cm.

## Leefwijze
Deze vogel is een uiterst behendige vliegenvanger.

## Verspreiding en leefgebied
Deze soort komt voor in het oosten en midden van de VS en overwintert in Midden-Amerika en West-Indië. Hij leeft in vochtige bossen en broekbossen.